# جاش پک
جاش پک (انگلیسی: Josh Peck؛ زاده ۱۰ نوامبر ۱۹۸۶) یک هنرپیشه اهل ایالات متحده آمریکا است. وی از سال ۱۹۹۹ میلادی تاکنون مشغول فعالیت بوده‌است.
از فیلم‌ها یا برنامه‌های تلویزیونی که وی در آن نقش داشته‌است می‌توان به عصر یخبندان: رانش قاره‌ای، عصر یخبندان: آغاز دایناسورها، عصر یخبندان: ذوب، نمایش آماندا، حواس‌پرتی، مزمن شهری، روز برفی و آنچه بالا می‌رود اشاره کرد.